# Bruno Zanolini
Bruno Zanolini (Milano, 22 agosto 1945) è un compositore e didatta italiano.

## Biografia
Ha studiato nella sua città conseguendo al conservatorio il diploma di pianoforte e quello di composizione e parallelamente ha studiato all'università, dove si è laureato in lettere con il massimo dei voti. È stato allievo e poi collaboratore di Renato Dionisi, con il quale ha pubblicato un importante trattato sul contrappunto.
Attivo come compositore, ha scritto lavori sinfonici, cameristici e corali che hanno ottenuto consensi e significativi riconoscimenti nelle più svariate sedi (cfr. le stagioni sinfonico-corali del Teatro alla Scala, della RAI, dei Pomeriggi musicali, dell'Angelicum e ancora di Carme, Sagra malatestiana, i Solisti dauni, Novurgia, Sferisterio di Macerata, ecc.) avendo, fra gli interpreti, direttori quali K. Martin, Daniele Gatti, Giorgio Bernasconi, Othmar Mága, Bruno Casoni e Ruben Jais, cantanti del calibro di Gabriella Ravazzi o Gemma Bertagnolli e strumentisti quali E. Dall'Oca, Sergio Del Mastro, M. Carulli, C. Maghenzani, R. Negri, Riccardo Balbinutti.

## La produzione
Alle composizioni originali, trasmesse da diversi enti radiofonici, sono poi da aggiungere numerose elaborazioni per coro di melodie popolari, destinate al Coro della SAT di Trento e ad altre formazioni similari. 
Ha ottenuto anche premi in vari concorsi di composizione, nazionali e internazionali, dal Bucchi di Roma a quello corale di Trento.
Bruno Zanolini si è sempre dedicato inoltre all'indagine musicologica, essenzialmente di carattere tecnico: 
ha pertanto pubblicato studi – sia in veste di volumi, sia di articoli di riviste, sia di atti di convegni – su Luigi Dallapiccola, Giovanni Pierluigi da Palestrina, Johann Paul von Westhoff, Johann Sebastian Bach, Johannes Brahms, sul melodramma romantico (soprattutto su Gaetano Donizetti: un volume, scritto in collaborazione con Guglielmo Barblan, è stato tradotto anche in giapponese), su quello postromantico (Riccardo Zandonai) e ancora su autori del '900 storico. In particolare ha approfondito alcuni aspetti del linguaggio armonico, tonale e non, e soprattutto le tecniche contrappuntistiche dei periodi rinascimentale e barocco, cui ha dedicato due trattati (il primo in collaborazione con Renato Dionisi) giudicati fra i più importanti degli ultimi decenni.
I suoi scritti e le sue composizioni sono per la maggior parte pubblicati dalle Edizioni Suvini Zerboni di Milano, ha collaborato con prestigiose riviste musicali come "La Cartellina".
Membro di giurie nazionali e internazionali di concorso sia di composizione (Antidogma di Torino, Foerderverein Interkultur di Pohlheim, Concorso "Bruno Bettinelli" di Milano ecc.) sia di esecuzione (Lipizer di Gorizia, Rassegna corale di Legnano, ecc.) nonché relatore in molti convegni, per lo più internazionali, ha tenuto presso varie sedi numerosi corsi, conferenze e seminari di composizione e di analisi. 
Dopo un breve periodo di collaborazione alla cattedra di Storia della Musica dell'Università Statale di Milano quale vincitore di una borsa di studio, per oltre trent'anni è stato docente di Armonia e Contrappunto presso il conservatorio della sua città e insegna periodicamente  al Conservatorio di Lugano.
Nel 2007 è stato eletto, per il triennio 2007-2010, direttore del Conservatorio di Milano.
Ha condotto trasmissioni su alcuni autori del '900 alla Radio della Svizzera italiana. 
È presidente della Commissione artistica dell'USCI (Unione società corali italiane) della Lombardia e accademico dell'Ateneo di scienze, lettere ed arti di Bergamo.